# Olympische Sommerspiele 2008/Leichtathletik – 100 m (Männer)

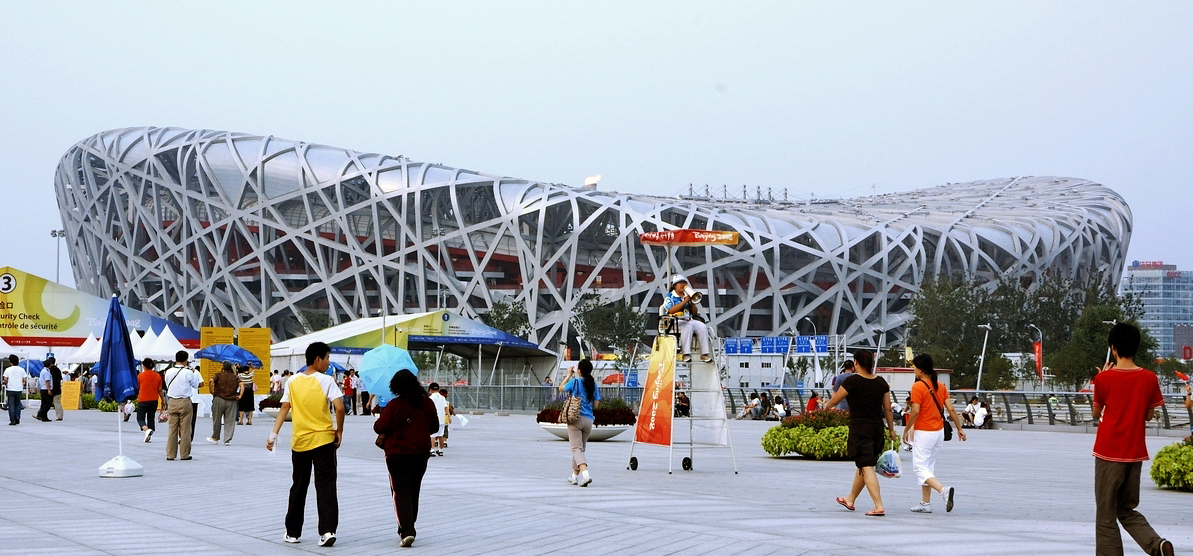
Das Vogelnest – Olympiastadion von Peking

Der 100-Meter-Lauf der Männer bei den Olympischen Spielen 2008 in Peking wurde am 15. und 16. August 2008 im Nationalstadion Peking ausgetragen. Achtzig Athleten nahmen daran teil.
Olympiasieger wurde der Jamaikaner Usain Bolt in neuer Weltrekordzeit vor Richard Thompson aus Trinidad und Tobago. Die Bronzemedaille gewann Walter Dix aus den Vereinigten Staaten.

## Aktuelle Titelträger
| Olympiasieger 2004                      | Justin Gatlin ( USA)                         | 9,85 s  | Athen 2004          |
| Weltmeister 2007                        | Tyson Gay ( USA)                             | 9,85 s  | Ōsaka 2007          |
| Europameister 2006                      | Francis Obikwelu ( Portugal)                 | 9,99 s  | Göteborg 2006       |
| Panamerikanischer Meister 2007          | Churandy Martina ( Niederländische Antillen) | 10,15 s | Rio de Janeiro 2007 |
| Zentralamerika und Karibik-Meister 2008 | Darrel Brown ( Trinidad und Tobago)          | 10,12 s | Cali 2008           |
| Südamerika-Meister 2007                 | Vicente de Lima ( Brasilien)                 | 10,36 s | São Paulo 2007      |
| Asienmeister 2007                       | Samuel Francis ( Katar)                      | 9,99 s  | Amman 2007          |
| Afrikameister 2008                      | Olusoji Fasuba ( Nigeria)                    | 10,10 s | Addis Abeba 2008    |
| Ozeanienmeister 2008                    | Iowane Dovumatua ( Fidschi)                  | 10,92 s | Saipan 2008         |

## Rekorde

### Bestehende Rekorde
| Weltrekord         | 9,72 s | Usain Bolt ( Jamaika)    | New York, USA          | 31. Mai 2008  |
| Olympischer Rekord | 9,84 s | Donovan Bailey ( Kanada) | Finale OS Atlanta, USA | 27. Juli 1996 |

### Rekordverbesserungen
Es gab einen Welt- und damit auch Olympiarekord. Darüber hinaus wurden fünf Landesrekorde neu aufgestellt oder egalisiert.
- - Weltrekord:
  - 09,69 s – Usain Bolt (Jamaika), Finale am 17. August bei Windstille
- Landesrekorde:
  - 11,11 s – Ali Shareef (Malediven), sechster Vorlauf am 15. August bei einem Rückenwind von 0,9 m/s
  - 11,47 s – Okilani Tinilau (Tuvalu), zehnter Vorlauf am 15. August bei einem Gegenwind von 1,3 m/s
  - 09,99 s – Churandy Martina (Niederländische Antillen), erstes Viertelfinale am 15. August bei einem Gegenwind von 0,1 m/s
  - 09,93 s – Churandy Martina (Niederländische Antillen), zweites Halbfinale am 16. August bei einem Rückenwind von 0,3 m/s
  - 09,93 s (egalisiert) – Churandy Martina (Tuvalu), Finale am 16. August bei Windstille

## Vorrunde
Es fanden zehn Vorläufe statt. Die jeweils drei Ersten eines jeden Laufs (hellblau unterlegt) sowie die zehn zeitschnellsten Athleten (hellgrün unterlegt) qualifizierten sich für die Viertelfinals.

### Vorlauf 1

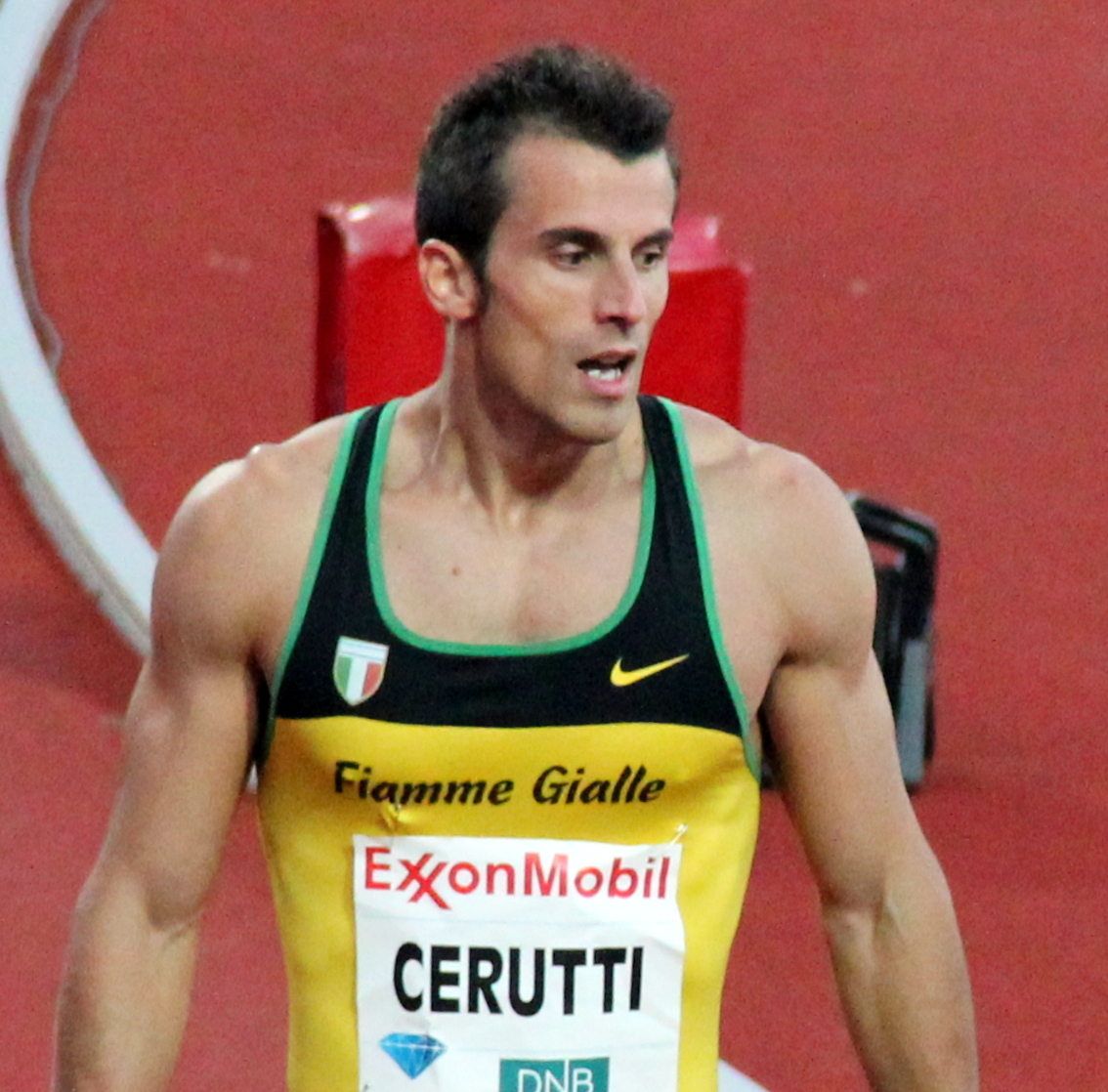
Fabio Cerutti – ausgeschieden als Fünfter des ersten Vorlaufs

15. August 2008, 9:45 Uhr
Wind: −0,2 m/s
| Platz | Name            | Nation              | Zeit    | Anmerkung |
| ----- | --------------- | ------------------- | ------- | --------- |
| 1     | Usain Bolt      | Jamaika             | 10,20 s |           |
| 2     | Daniel Bailey   | Antigua und Barbuda | 10,24 s |           |
| 3     | Vicente de Lima | Brasilien           | 10,26 s |           |
| 4     | Henry Vizcaíno  | Kuba                | 10,28 s |           |
| 5     | Fabio Cerutti   | Italien             | 10,49 s |           |
| 6     | Jurgen Themen   | Suriname            | 10,61 s | PB        |
| 7     | Moses Kamut     | Vanuatu             | 10,81 s |           |
| 8     | Francis Manioru | Salomonen           | 11,09 s |           |

### Vorlauf 2

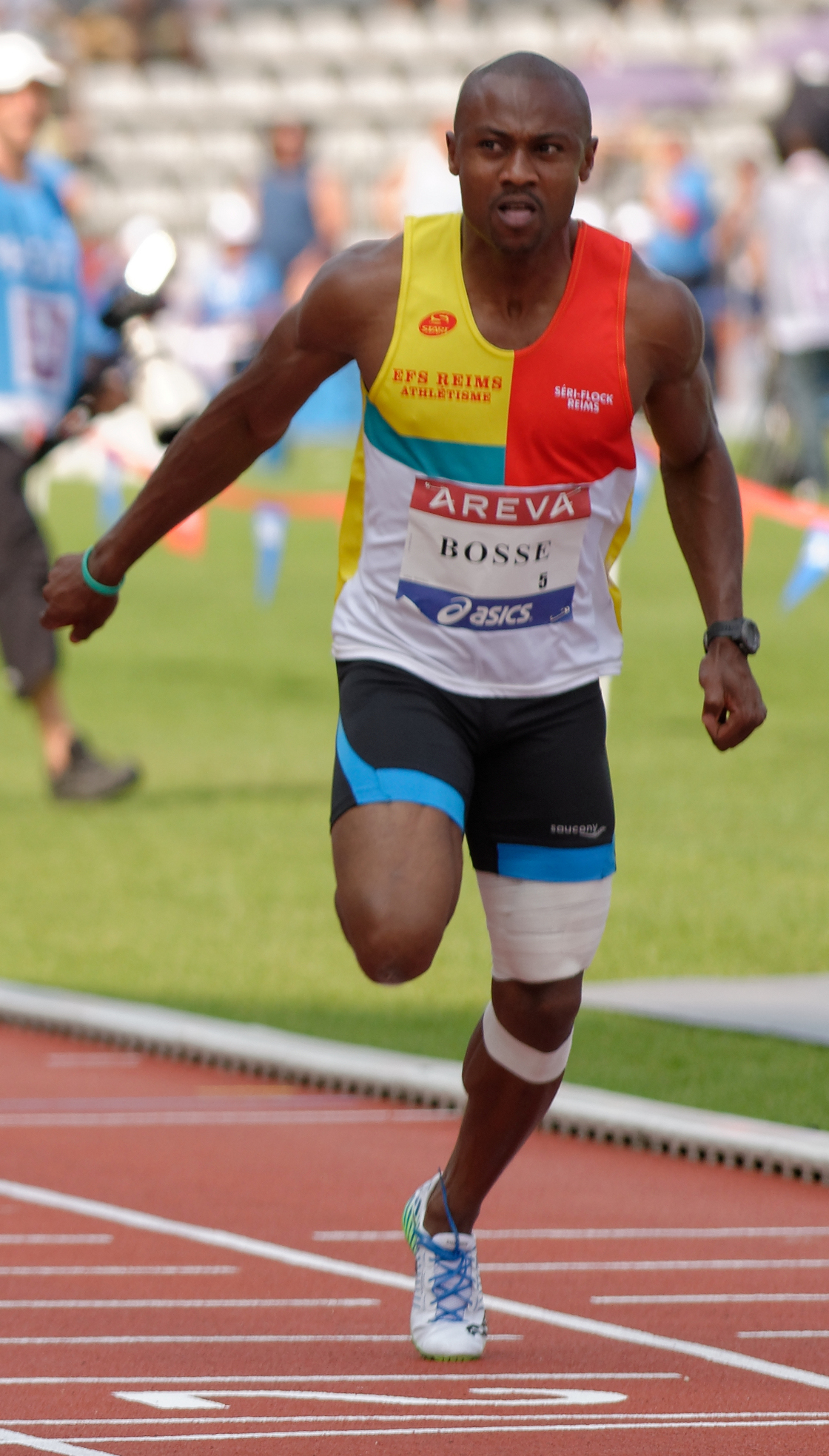
Béranger Bosse – ausgeschieden als Sechster des zweiten Vorlaufs

15. August 2008, 9:53 Uhr
Wind: ±0,0 m/s
| Platz | Name                | Nation                       | Zeit    |
| ----- | ------------------- | ---------------------------- | ------- |
| 1     | Asafa Powell        | Jamaika                      | 10,16 s |
| 2     | Kim Collins         | St. Kitts und Nevis          | 10,17 s |
| 3     | Craig Pickering     | Großbritannien               | 10,21 s |
| 4     | Daniel Grueso       | Kolumbien                    | 10,35 s |
| 5     | Dariusz Kuć         | Polen                        | 10,44 s |
| 6     | Béranger Bosse      | Zentralafrikanische Republik | 10,51 s |
| 7     | Aisea Tohi          | Tonga                        | 11,17 s |
| 8     | Roman William Cress | Marshallinseln               | 11,18 s |

### Vorlauf 3
15. August 2008, 10:01 Uhr
Wind: ±0,0 m/s
| Platz | Name               | Nation                         | Zeit    |
| ----- | ------------------ | ------------------------------ | ------- |
| 1     | Richard Thompson   | Trinidad und Tobago            | 10,24 s |
| 2     | Martial Mbandjock  | Frankreich                     | 10,26 s |
| 3     | Simone Collio      | Italien                        | 10,32 s |
| 4     | Aziz Zakari        | Ghana                          | 10,34 s |
| 5     | Andrew Hinds       | Barbados                       | 10,35 s |
| 6     | Suryo Agung Wibowo | Indonesien                     | 10,46 s |
| 7     | Jared Lewis        | St. Vincent und die Grenadinen | 11,00 s |
| 8     | Rabangaki Nawai    | Kiribati                       | 11,29 s |

### Vorlauf 4

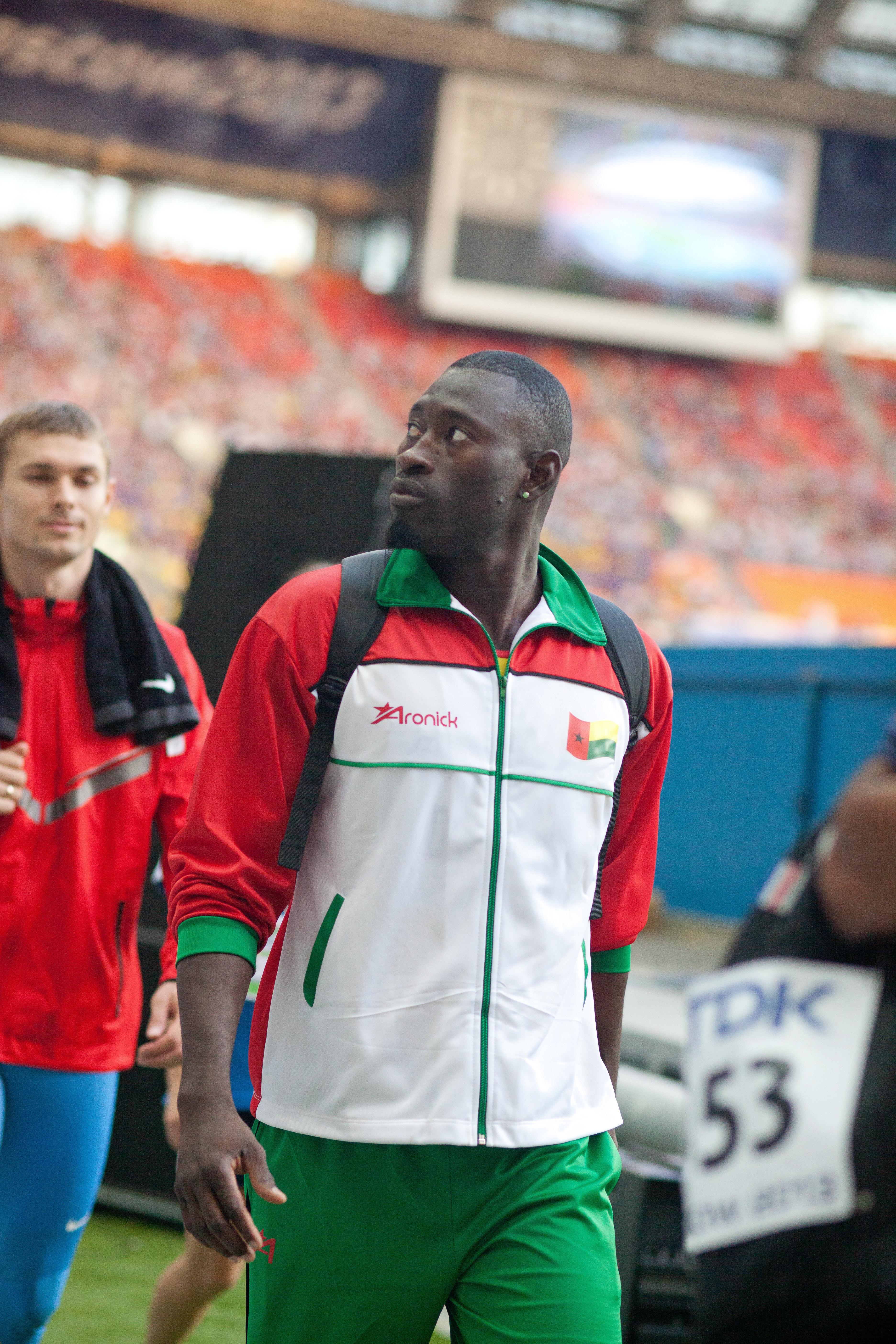
Holder da Silva – ausgeschieden als Fünfter des vierten Vorlaufs

15. August 2008, 10:09 Uhr
Wind: +0,2 m/s
| Platz | Name                          | Nation              | Zeit    |
| ----- | ----------------------------- | ------------------- | ------- |
| 1     | Michael Frater                | Jamaika             | 10,15 s |
| 2     | Pierre Browne                 | Kanada              | 10,22 s |
| 3     | Darrel Brown                  | Trinidad und Tobago | 10,22 s |
| 4     | Nobuharu Asahara              | Japan               | 10,25 s |
| 5     | Holder da Silva               | Guinea-Bissau       | 10,58 s |
| 6     | Idrissa Sanou                 | Burkina Faso        | 10,63 s |
| 7     | Ghyd-Kermeliss-Holly Olonghot | Republik Kongo      | 11,01 s |
| 8     | Massoud Azizi                 | Afghanistan         | 11,45 s |

### Vorlauf 5
15. August 2008, 10:17 Uhr
Wind: +0,7 m/s
| Platz | Name                  | Nation             | Zeit    | Anmerkung |
| ----- | --------------------- | ------------------ | ------- | --------- |
| 1     | Tyson Gay             | USA                | 10,22 s |           |
| 2     | Olusoji Fasuba        | Nigeria            | 10,29 s |           |
| 3     | José Carlos Moreira   | Brasilien          | 10,29 s |           |
| 4     | Ángel David Rodríguez | Spanien            | 10,34 s |           |
| 5     | Lukáš Milo            | Tschechien         | 10,52 s |           |
| 6     | Youssouf Mhadjou      | Komoren            | 10,62 s | PB        |
| 7     | Danny D’Souza         | Seychellen         | 11,00 s |           |
| 8     | Shanahan Sanitoa      | Amerikanisch-Samoa | 12,60 s |           |

### Vorlauf 6
15. August 2008, 10:25 Uhr
Wind: +0,9 m/s
| Platz | Name                    | Nation              | Zeit    | Anmerkung |
| ----- | ----------------------- | ------------------- | ------- | --------- |
| 1     | Tyrone Edgar            | Großbritannien      | 10,13 s |           |
| 2     | Darvis Patton           | Japan               | 10,25 s |           |
| 3     | Ronald Pognon           | Frankreich          | 10,26 s |           |
| 4     | Hu Kai                  | Volksrepublik China | 10,39 s |           |
| 5     | Abdullah al-Sooli       | Oman                | 10,53 s | PB        |
| 6     | Dessislaw Gunew         | Bulgarien           | 10,66 s |           |
| 7     | Ali Shareef             | Malediven           | 11,11 s | NR        |
| 8     | Souksavanh Tonsacktheva | Laos                | 11,51 s |           |

### Vorlauf 7

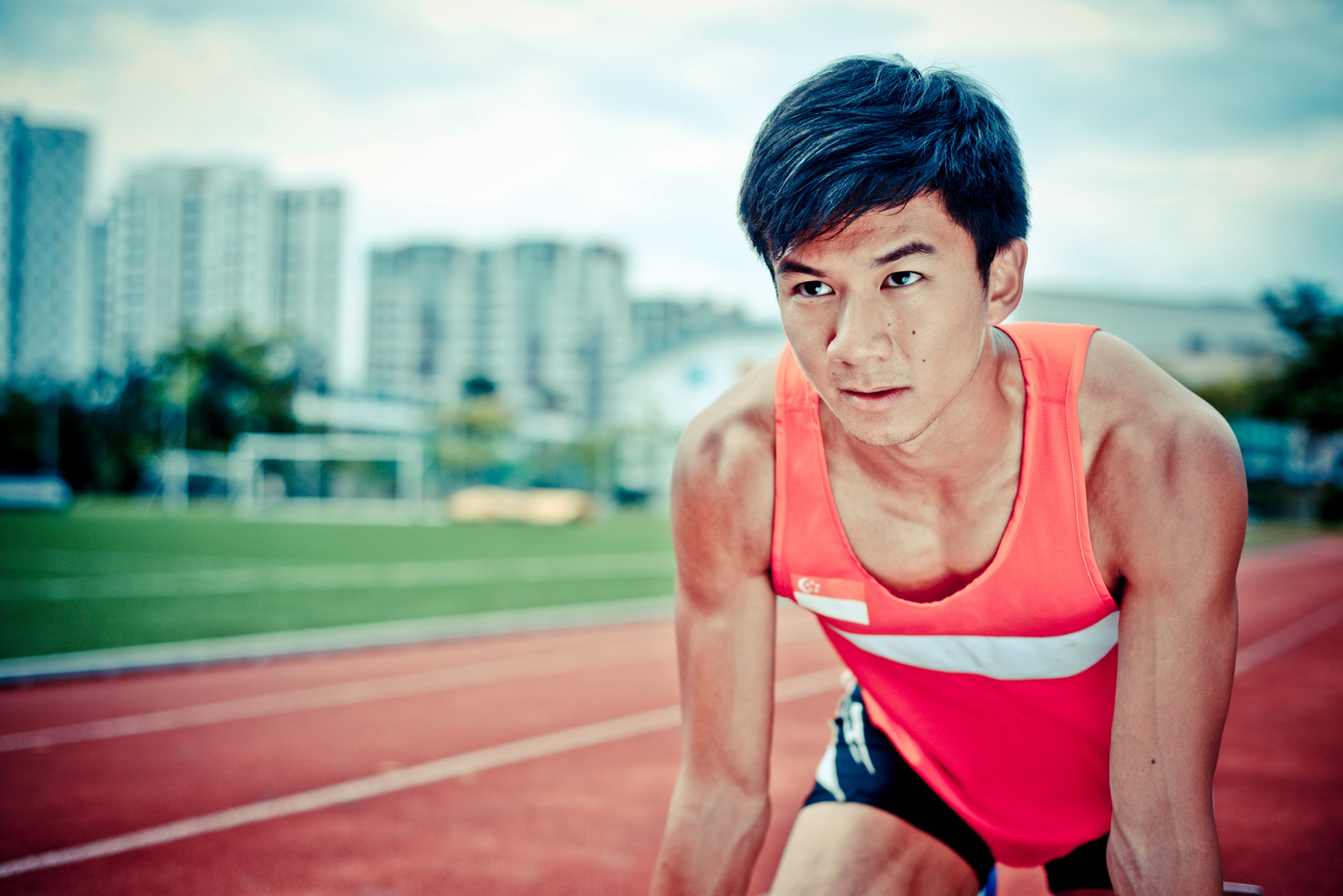
Calvin Kang Li Loong – ausgeschieden als Sechster des siebten Vorlaufs

15. August 2008, 10:33 Uhr
Wind: −1,4 m/s
| Platz | Name                  | Nation           | Zeit    | Anmerkung |
| ----- | --------------------- | ---------------- | ------- | --------- |
| 1     | Francis Obikwelu      | Portugal         | 10,25 s |           |
| 2     | Obinna Metu           | Nigeria          | 10,34 s |           |
| 3     | Walter Dix            | USA              | 10,35 s |           |
| 4     | Anson Henry           | Kanada           | 10,37 s |           |
| 5     | Dmitro Gluschtschenko | Ukraine          | 10,57 s |           |
| 6     | Calvin Kang Li Loong  | Singapur         | 10,73 s |           |
| 7     | Jesse Tamangrow       | Palau            | 11,38 s | PB        |
| 8     | Reginaldo Ndong       | Äquatorialguinea | 11,61 s |           |

### Vorlauf 8
15. August 2008, 10:41 Uhr
Wind: −0,1 m/s
| Platz | Name                 | Nation      | Zeit    |
| ----- | -------------------- | ----------- | ------- |
| 1     | Derrick Atkins       | Bahamas     | 10,28 s |
| 2     | Andrei Jepischin     | Russland    | 10,34 s |
| 3     | Jaysuma Saidy Ndure  | Norwegen    | 10,37 s |
| 4     | Uchenna Emedolu      | Nigeria     | 10,46 s |
| 5     | Suwaibou Sanneh      | Gambia      | 10,52 s |
| 6     | Sandro Viana         | Brasilien   | 10,60 s |
| 7     | Lai Chun Ho          | Hongkong    | 10,63 s |
| 8     | Mohamed Abu Abdullah | Bangladesch | 11,07 s |

### Vorlauf 9

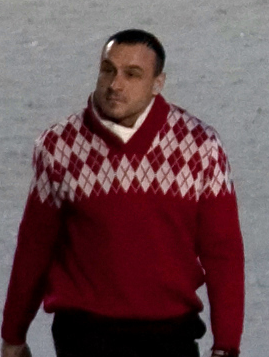
Sébastien Gattuso – ausgeschieden als Sechster des neunten Vorlaufs

15. August 2008, 10:49 Uhr
Wind: −1,7 m/s
| Platz | Name                    | Nation                             | Zeit    | Anmerkung |
| ----- | ----------------------- | ---------------------------------- | ------- | --------- |
| 1     | Samuel Francis          | Katar                              | 10,40 s |           |
| 2     | Marc Burns              | Trinidad und Tobago                | 10,46 s |           |
| 3     | Matic Osovnikar         | Slowenien                          | 10,46 s |           |
| 4     | Rolando Palacios        | Honduras                           | 10,49 s |           |
| 5     | Ruslan Abbasow          | Aserbaidschan                      | 10,58 s |           |
| 6     | Sébastien Gattuso       | Monaco                             | 10,70 s |           |
| 7     | Jack Howard             | Föderierte Staaten von Mikronesien | 11,03 s |           |
| 8     | Heather Gordon Teokotai | Cookinseln                         | 11,41 s | PB        |

### Vorlauf 10

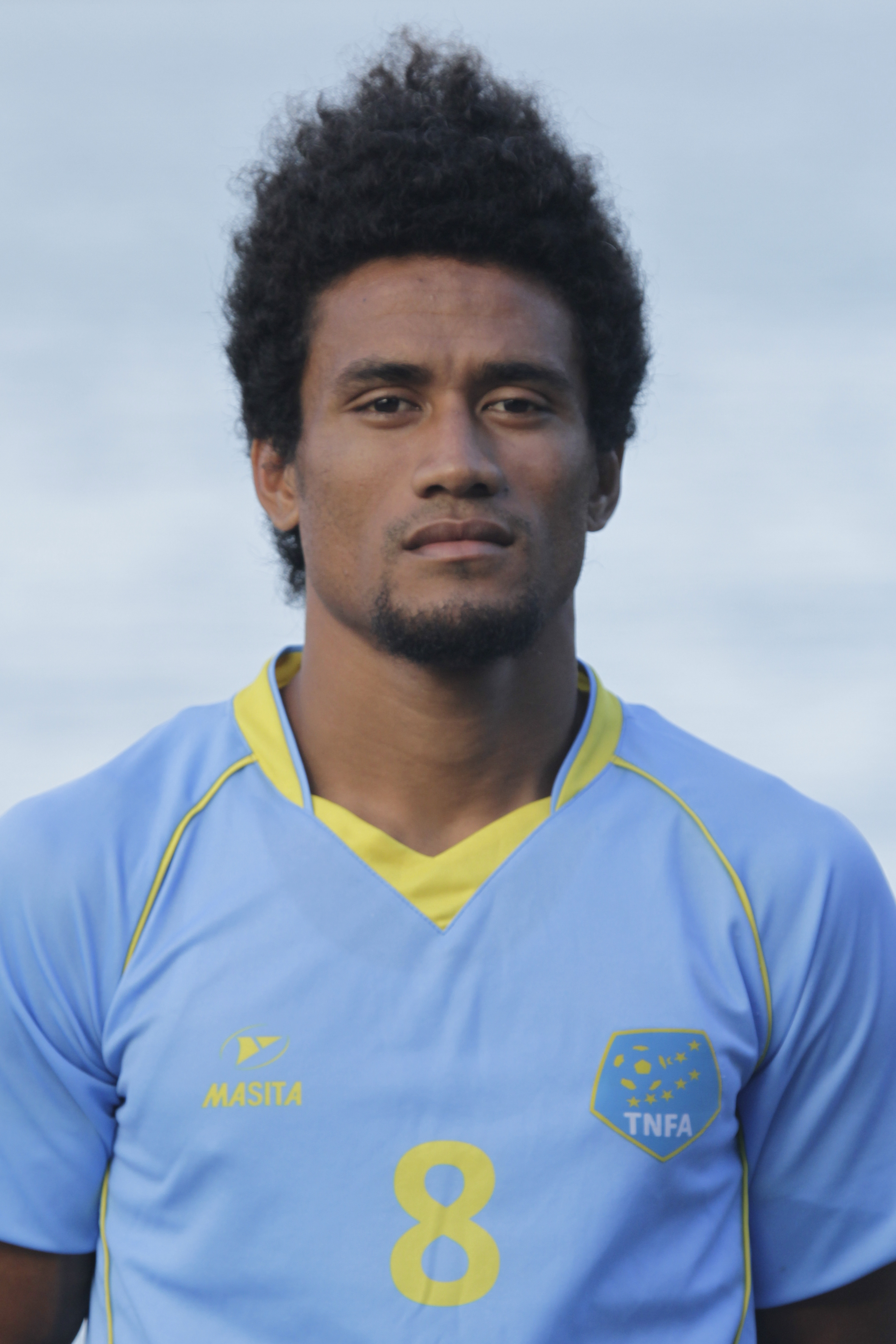
Okilani Tinilau, tuvaluische Fußballnationalspieler, scheiterte trotz Landesrekords als Achter des zehnten Vorlaufs

15. August 2008, 10:57 Uhr
Wind: −1,3 m/s
| Platz | Name                | Nation                   | Zeit    | Anmerkung |
| ----- | ------------------- | ------------------------ | ------- | --------- |
| 1     | Churandy Martina    | Niederländische Antillen | 10,35 s |           |
| 2     | Naoki Tsukahara     | Japan                    | 10,39 s |           |
| 3     | Simeon Williamson   | Großbritannien           | 10,42 s |           |
| 4     | Tobias Unger        | Deutschland              | 10,46 s |           |
| 5     | Franklin Nazareno   | Ecuador                  | 10,60 s |           |
| 6     | Wilfried Bingangoye | Gabun                    | 10,87 s |           |
| 7     | Moumi Sébergué      | Tschad                   | 11,14 s |           |
| 8     | Okilani Tinilau     | Tuvalu                   | 11,48 s | NR        |

## Viertelfinale
Die jeweils drei ersten eines jeden Laufs (hellblau unterlegt) sowie der folgende zeitschnellste Läufer (hellgrün unterlegt) qualifizierten sich für die Halbfinals.

### Lauf 1

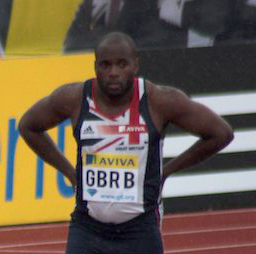
Simeon Williamson – ausgeschieden als Vierter des ersten Viertelfinals

15. August 2008, 19:45 Uhr
Wind: −0,1 m/s
| Platz | Name              | Nation                   | Zeit    | Anmerkung |
| ----- | ----------------- | ------------------------ | ------- | --------- |
| 1     | Churandy Martina  | Niederländische Antillen | 09,99 s | NR        |
| 2     | Michael Frater    | Jamaika                  | 10,09 s |           |
| 3     | Naoki Tsukahara   | Japan                    | 10,23 s |           |
| 4     | Simeon Williamson | Großbritannien           | 10,32 s |           |
| 5     | Henry Vizcaíno    | Kuba                     | 10,33 s |           |
| 6     | Pierre Browne     | Kanada                   | 10,36 s |           |
| 7     | Dariusz Kuć       | Polen                    | 10,46 s |           |
| 8     | Darrel Brown      | Trinidad und Tobago      | 10,93 s |           |

### Lauf 2

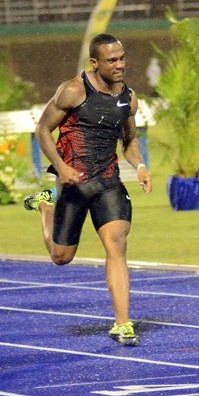
Andrew Hinds – ausgeschieden als Fünfter des ersten Viertelfinals
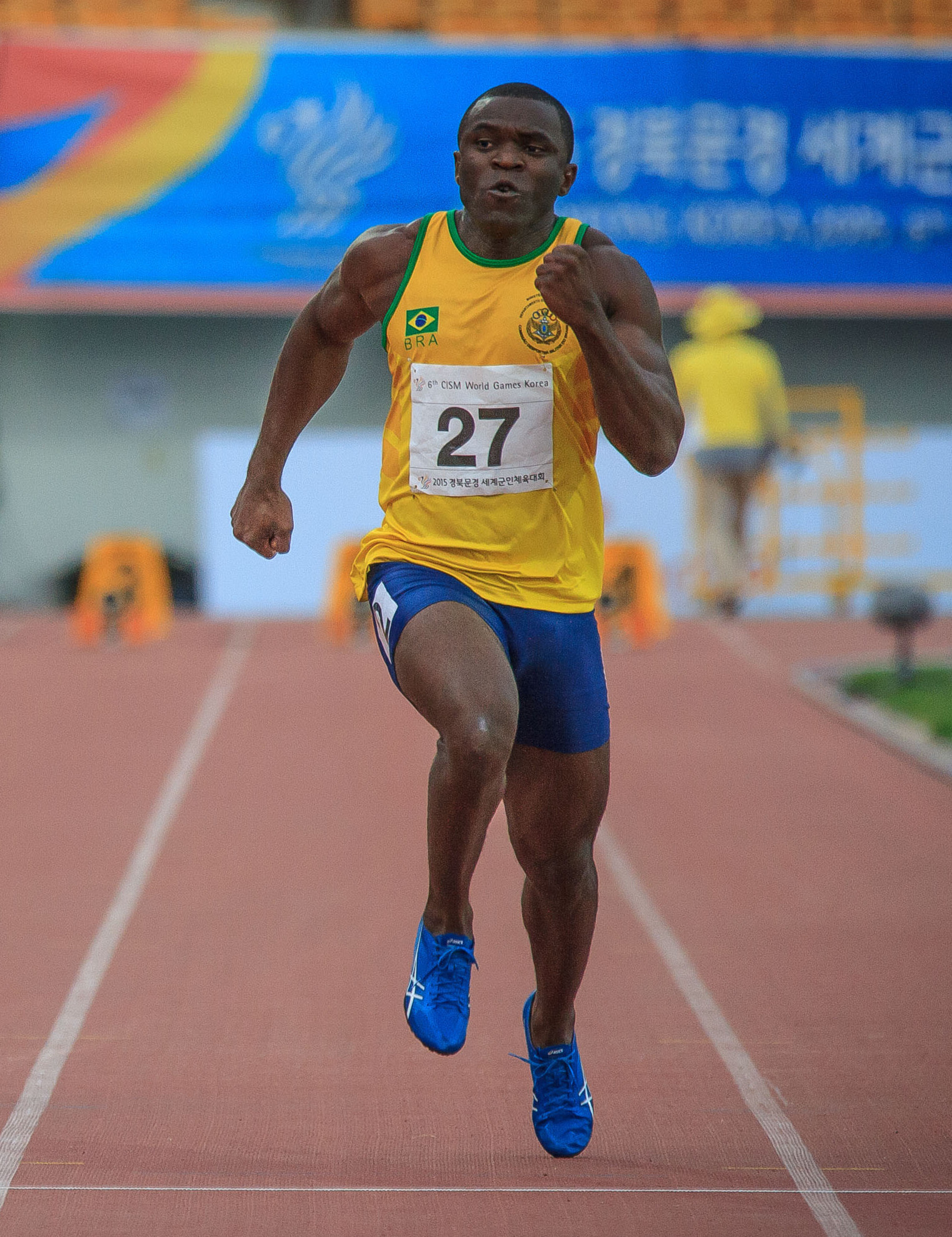
José Carlos Moreira – ausgeschieden als Sechster des ersten Viertelfinals
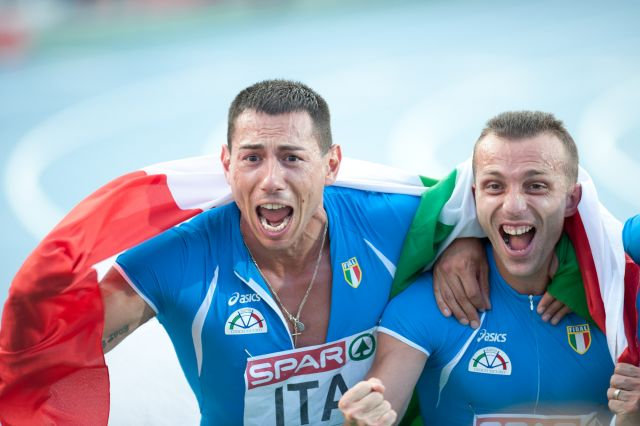
Simone Collio (links) – ausgeschieden als Siebter des ersten Viertelfinals

15. August 2008, 19:52 Uhr
Wind: ±0,0 m/s
| Platz | Name                | Nation              | Zeit    |
| ----- | ------------------- | ------------------- | ------- |
| 1     | Richard Thompson    | Trinidad und Tobago | 09,99 s |
| 2     | Tyson Gay           | USA                 | 10,09 s |
| 3     | Martial Mbandjock   | Frankreich          | 10,16 s |
| 4     | Olusoji Fasuba      | Nigeria             | 10,21 s |
| 5     | Andrew Hinds        | Barbados            | 10,25 s |
| 6     | José Carlos Moreira | Brasilien           | 10,32 s |
| 7     | Simone Collio       | Italien             | 10,33 s |
| 8     | Daniel Grueso       | Kolumbien           | 10,37 s |

### Lauf 3
15. August 2008, 19:59 Uhr
Wind: −0,2 m/s
| Platz | Name             | Nation              | Zeit    |
| ----- | ---------------- | ------------------- | ------- |
| 1     | Marc Burns       | Trinidad und Tobago | 10,05 s |
| 2     | Kim Collins      | St. Kitts und Nevis | 10,07 s |
| 3     | Tyrone Edgar     | Großbritannien      | 10,10 s |
| 4     | Samuel Francis   | Katar               | 10,11 s |
| 5     | Ronald Pognon    | Frankreich          | 10,21 s |
| 6     | Matic Osovnikar  | Slowenien           | 10,24 s |
| 7     | Tobias Unger     | Deutschland         | 10,36 s |
| 8     | Nobuharu Asahara | Japan               | 10,37 s |

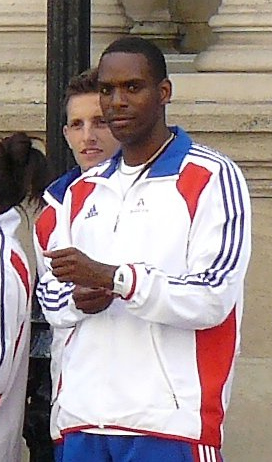
Ronald Pognon – ausgeschieden als Fünfter des dritten Viertelfinals

Weitere im dritten Viertelfinale ausgeschiedene Sprinter:

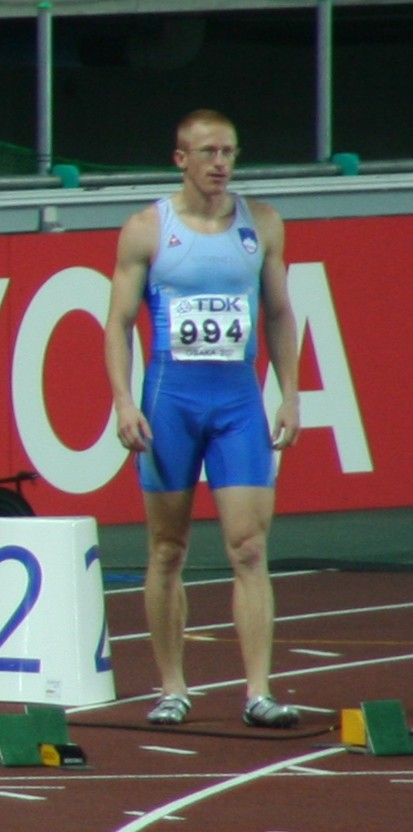
Matic Osovnikar – Rang sechs
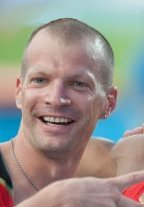
Tobias Unger – Rang sieben
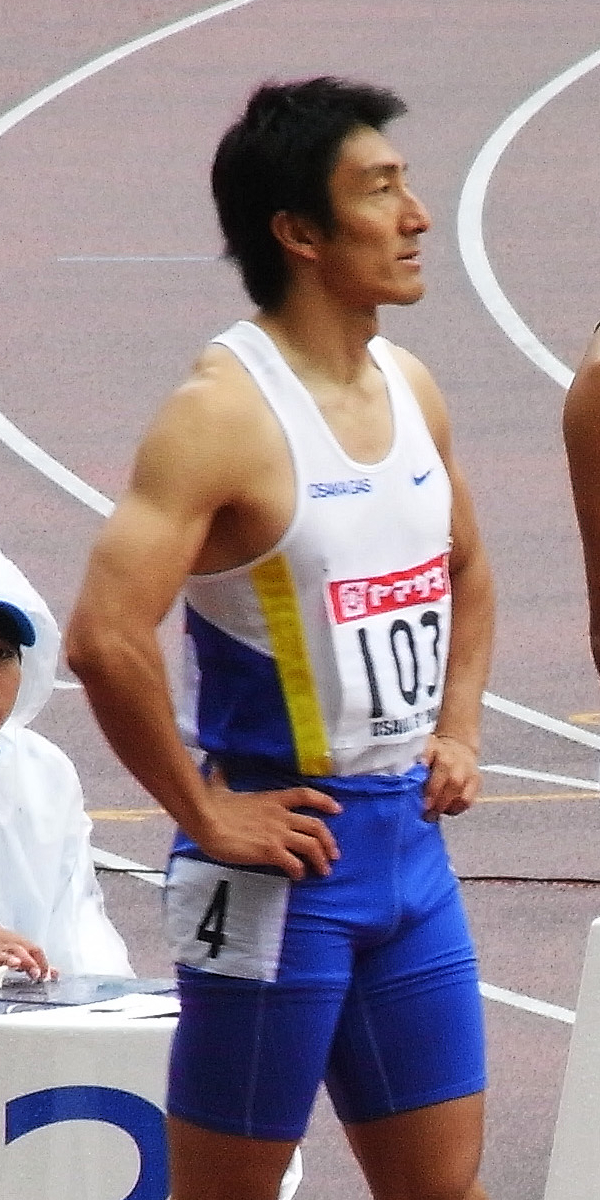
Asahara Nobuharu – Rang acht

### Lauf 4
15. August 2008, 20:06 Uhr
Wind: +0,1 m/s
| Platz | Name                  | Nation         | Zeit    |
| ----- | --------------------- | -------------- | ------- |
| 1     | Usain Bolt            | Jamaika        | 09,92 s |
| 2     | Darvis Patton         | USA            | 10,04 s |
| 3     | Francis Obikwelu      | Portugal       | 10,09 s |
| 4     | Jaysuma Saidy Ndure   | Norwegen       | 10,14 s |
| 5     | Craig Pickering       | Großbritannien | 10,18 s |
| 6     | Obinna Metu           | Nigeria        | 10,27 s |
| 7     | Anson Henry           | Kanada         | 10,33 s |
| 8     | Ángel David Rodríguez | Spanien        | 10,35 s |

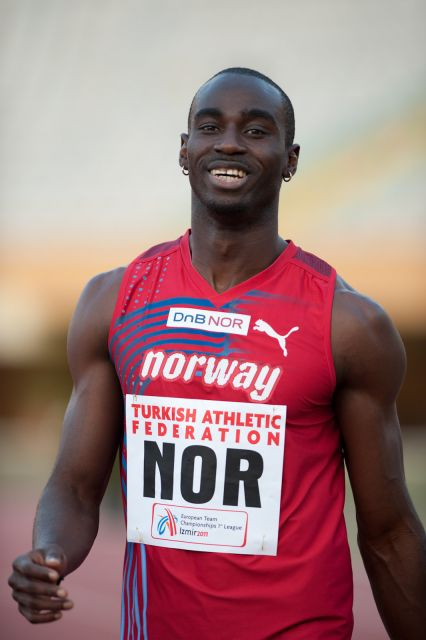
Jaysuma Saidy Ndure – ausgeschieden als Vierter des vierten Viertelfinals

Weitere im vierten Viertelfinale ausgeschiedene Sprinter:

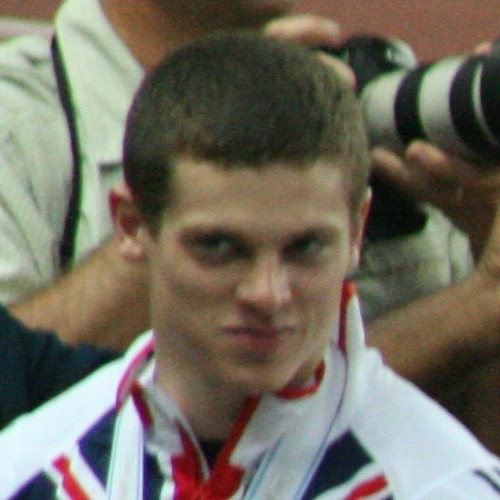
Craig Pickering – Rang fünf
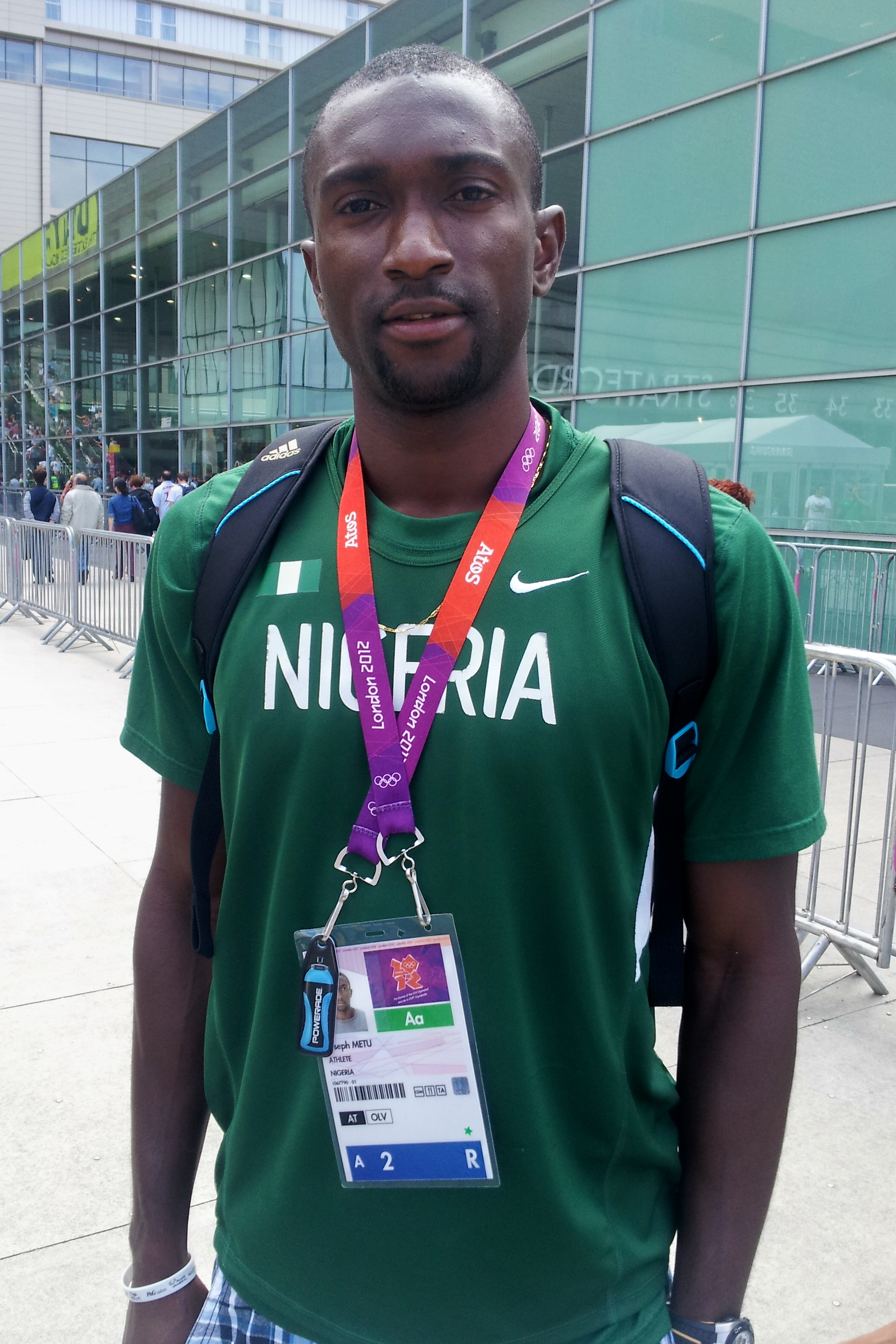
Obinna Metu – Rang sechs
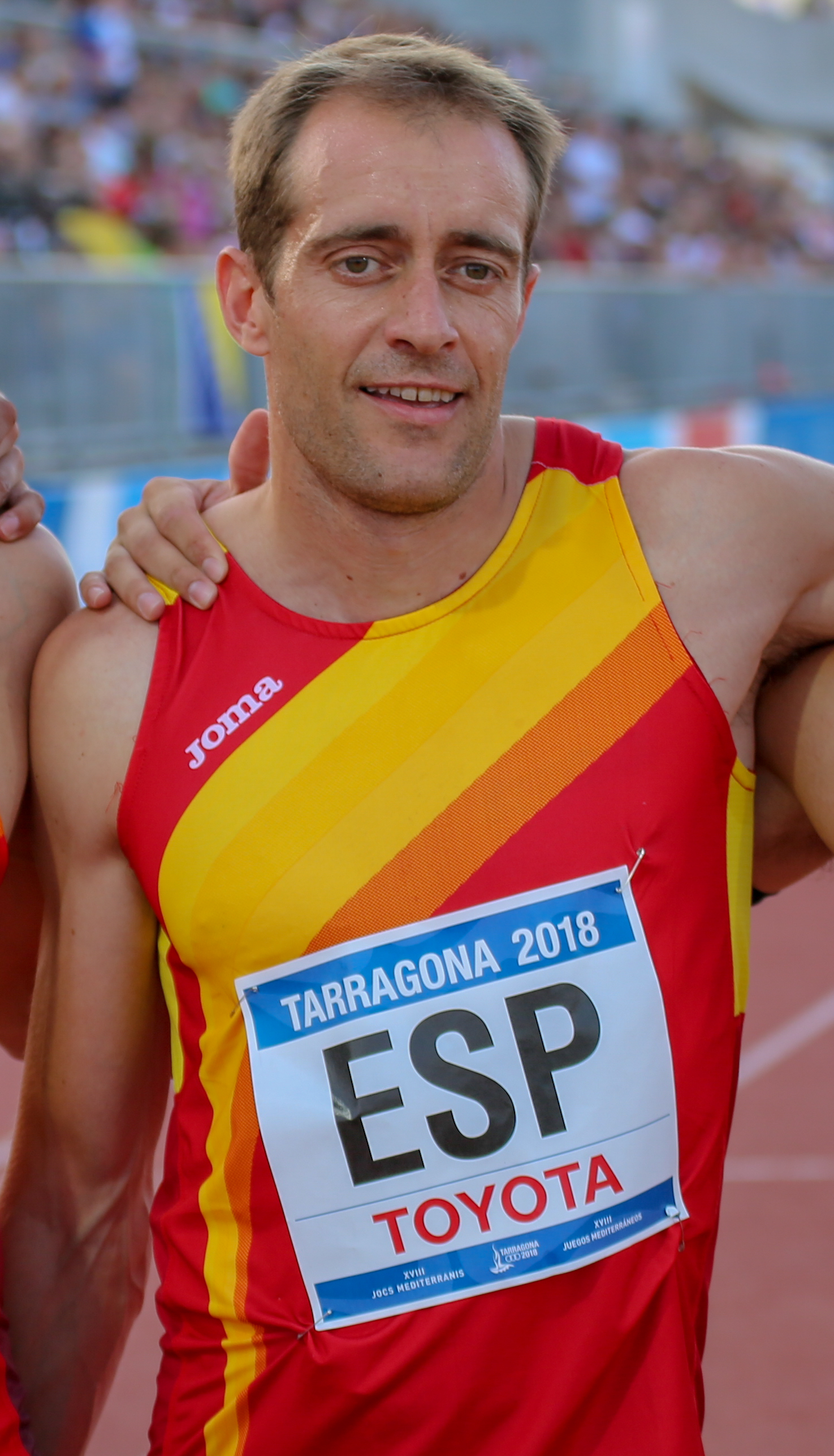
Ángel David Rodríguez – Rang acht

### Lauf 5

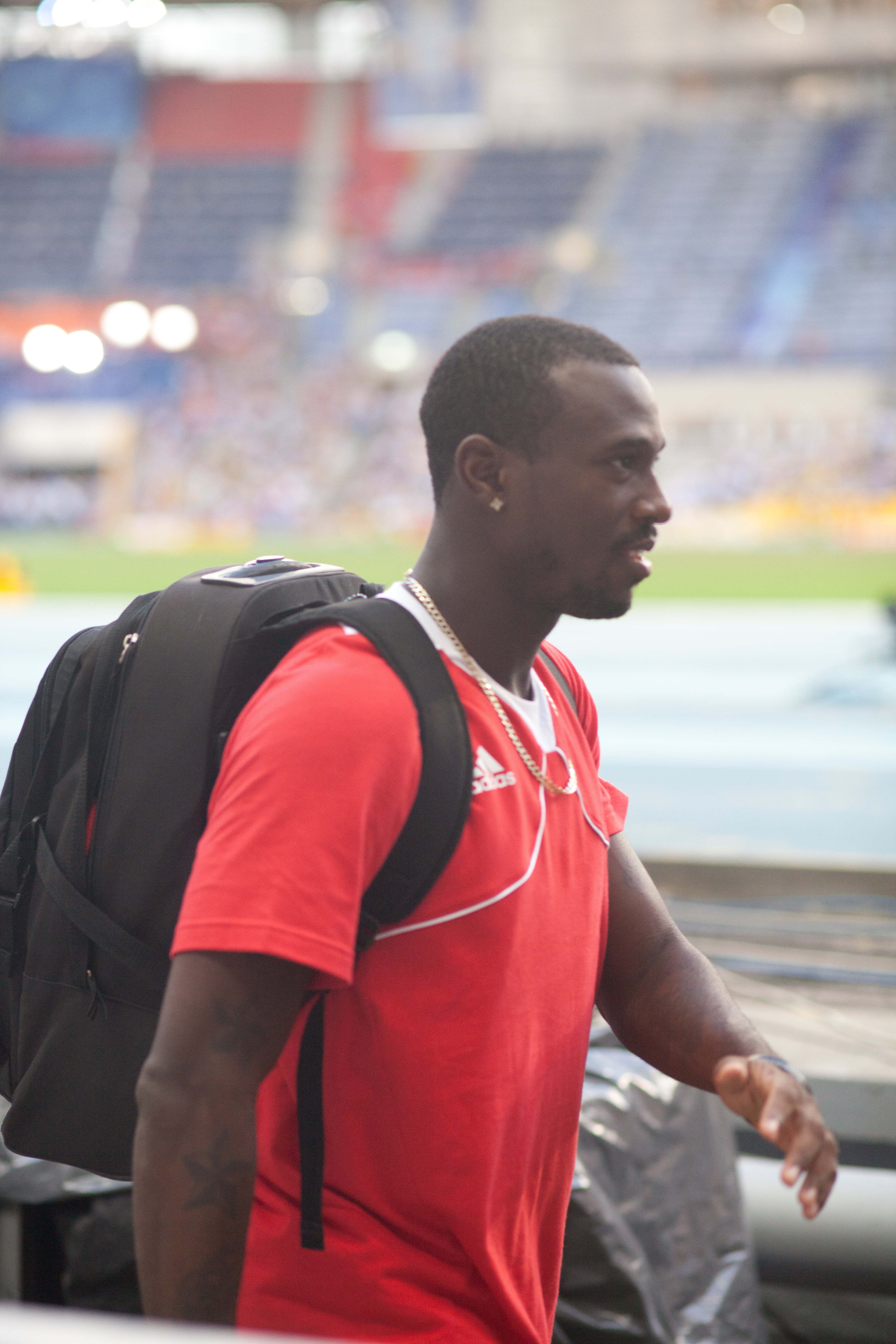
Daniel Bailey – ausgeschieden als Vierter des fünften Vorlaufs

15. August 2008, 20:13 Uhr
Wind: −0,1 m/s
| Platz | Name             | Nation              | Zeit    |
| ----- | ---------------- | ------------------- | ------- |
| 1     | Asafa Powell     | Jamaika             | 10,02 s |
| 2     | Walter Dix       | USA                 | 10,08 s |
| 3     | Derrick Atkins   | Bahamas             | 10,14 s |
| 4     | Daniel Bailey    | Antigua und Barbuda | 10,23 s |
| 5     | Aziz Zakari      | Ghana               | 10,24 s |
| 6     | Andrei Jepischin | Russland            | 10,25 s |
| 7     | Vicente de Lima  | Brasilien           | 10,31 s |
| 8     | Hu Kai           | Volksrepublik China | 10,40 s |

## Halbfinale
Aus den beiden Halbfinalläufen qualifizierten sich die jeweils ersten vier eines jeden Laufs – hellblau unterlegt – für das Finale.

### Lauf 1

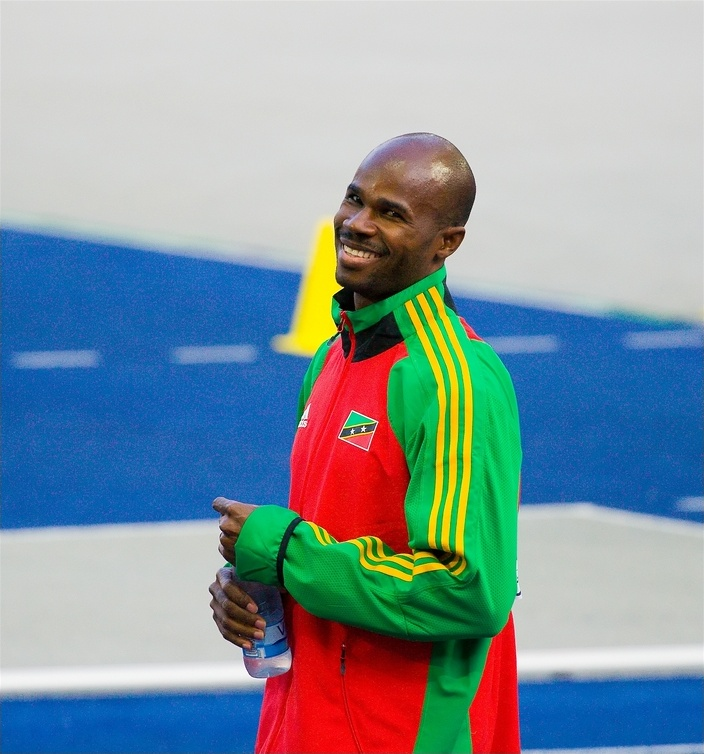
Kim Collins – Weltmeister von 2003 – schied aus als Fünfter des ersten Halbfinals
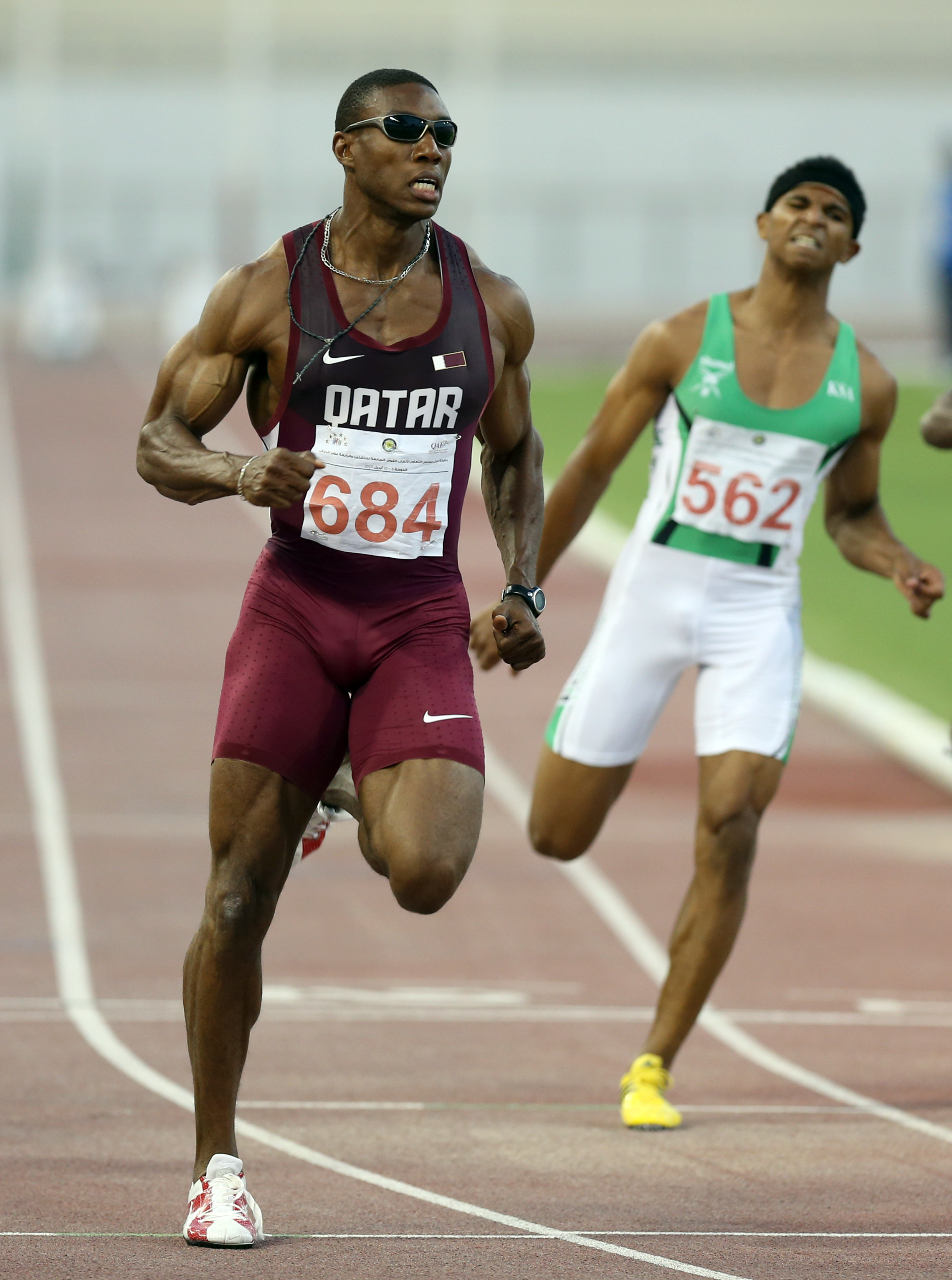
Samuel Francis – ausgeschieden als Achter des ersten Halbfinals

16. August 2008, 20:05 Uhr
Wind: −0,1 m/s
| Platz | Name           | Nation              | Zeit    |
| ----- | -------------- | ------------------- | ------- |
| 1     | Usain Bolt     | Jamaika             | 09,85 s |
| 2     | Walter Dix     | USA                 | 09,95 s |
| 3     | Marc Burns     | Trinidad und Tobago | 09,97 s |
| 4     | Michael Frater | Jamaika             | 10,01 s |
| 5     | Kim Collins    | St. Kitts und Nevis | 10,05 s |
| 6     | Derrick Atkins | Bahamas             | 10,13 s |
| 7     | Tyrone Edgar   | Großbritannien      | 10,18 s |
| 8     | Samuel Francis | Katar               | 10,20 s |

### Lauf 2
16. August 2008, 20:13 Uhr
Wind: +0,3 m/s
| Platz | Name              | Nation                   | Zeit    | Anmerkung |
| ----- | ----------------- | ------------------------ | ------- | --------- |
| 1     | Asafa Powell      | Jamaika                  | 09,91 s |           |
| 2     | Richard Thompson  | Trinidad und Tobago      | 09,93 s |           |
| 3     | Churandy Martina  | Niederländische Antillen | 09,94 s | NR        |
| 4     | Darvis Patton     | USA                      | 10,03 s |           |
| 5     | Tyson Gay         | USA                      | 10,05 s |           |
| 6     | Francis Obikwelu  | Portugal                 | 10,10 s |           |
| 7     | Naoki Tsukahara   | Japan                    | 10,16 s |           |
| 8     | Martial Mbandjock | Frankreich               | 10,18 s |           |

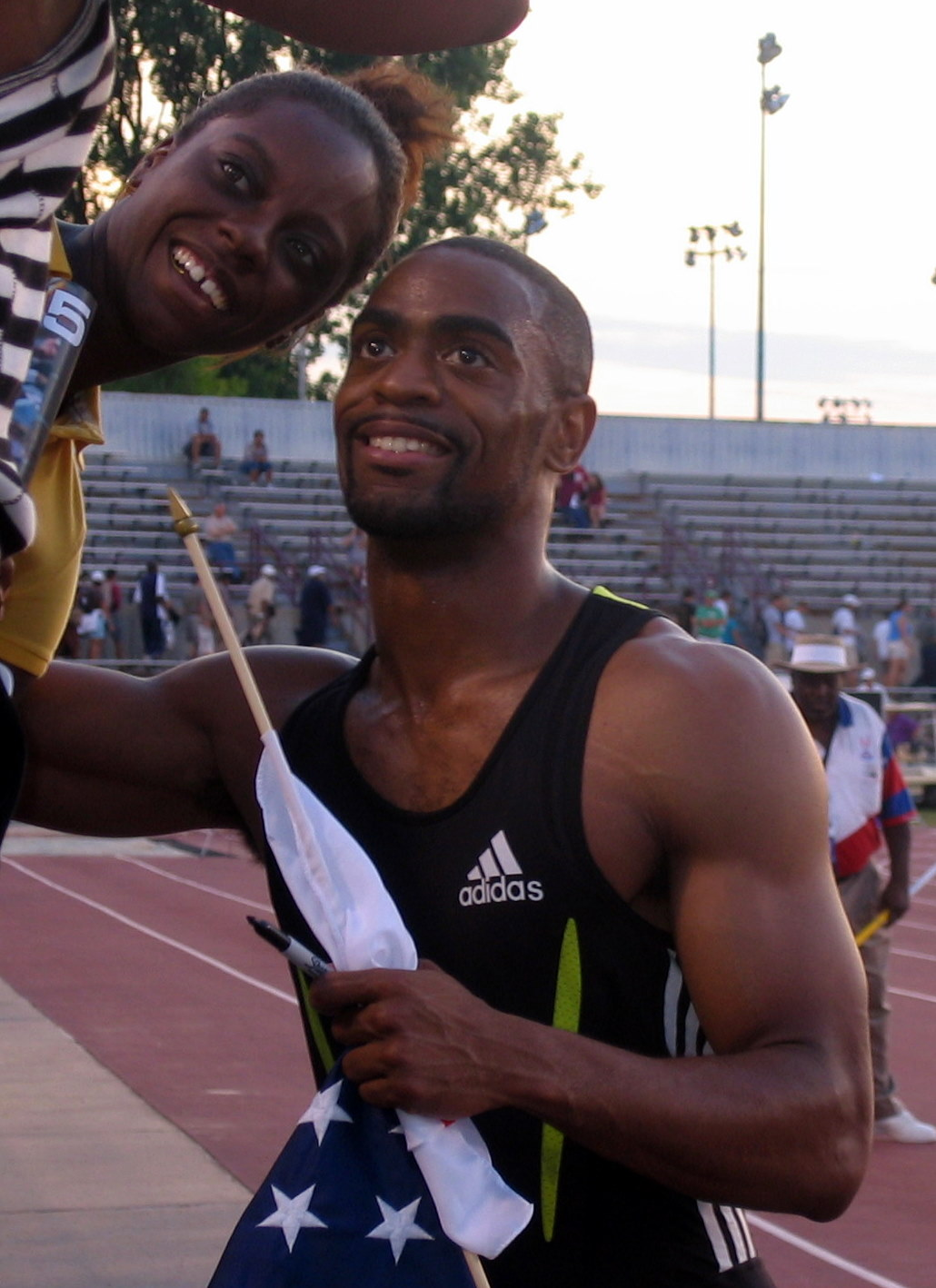
Tyson Gay – ausgeschieden als Fünfter des zweiten Halbfinals

Weitere im zweiten Halbfinale ausgeschiedene Sprinter:

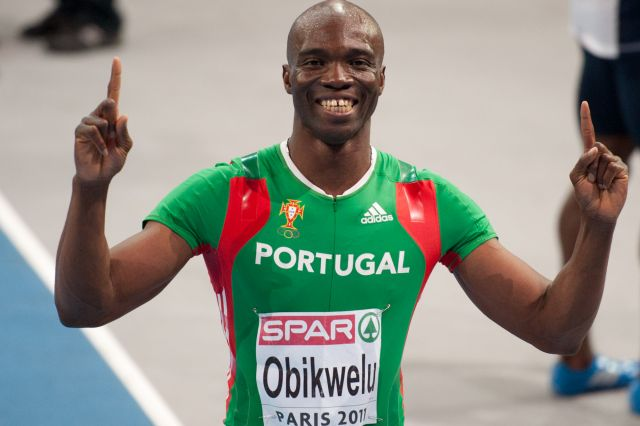
Francis Obikwelu – amtierender Europameister – Rang sechs
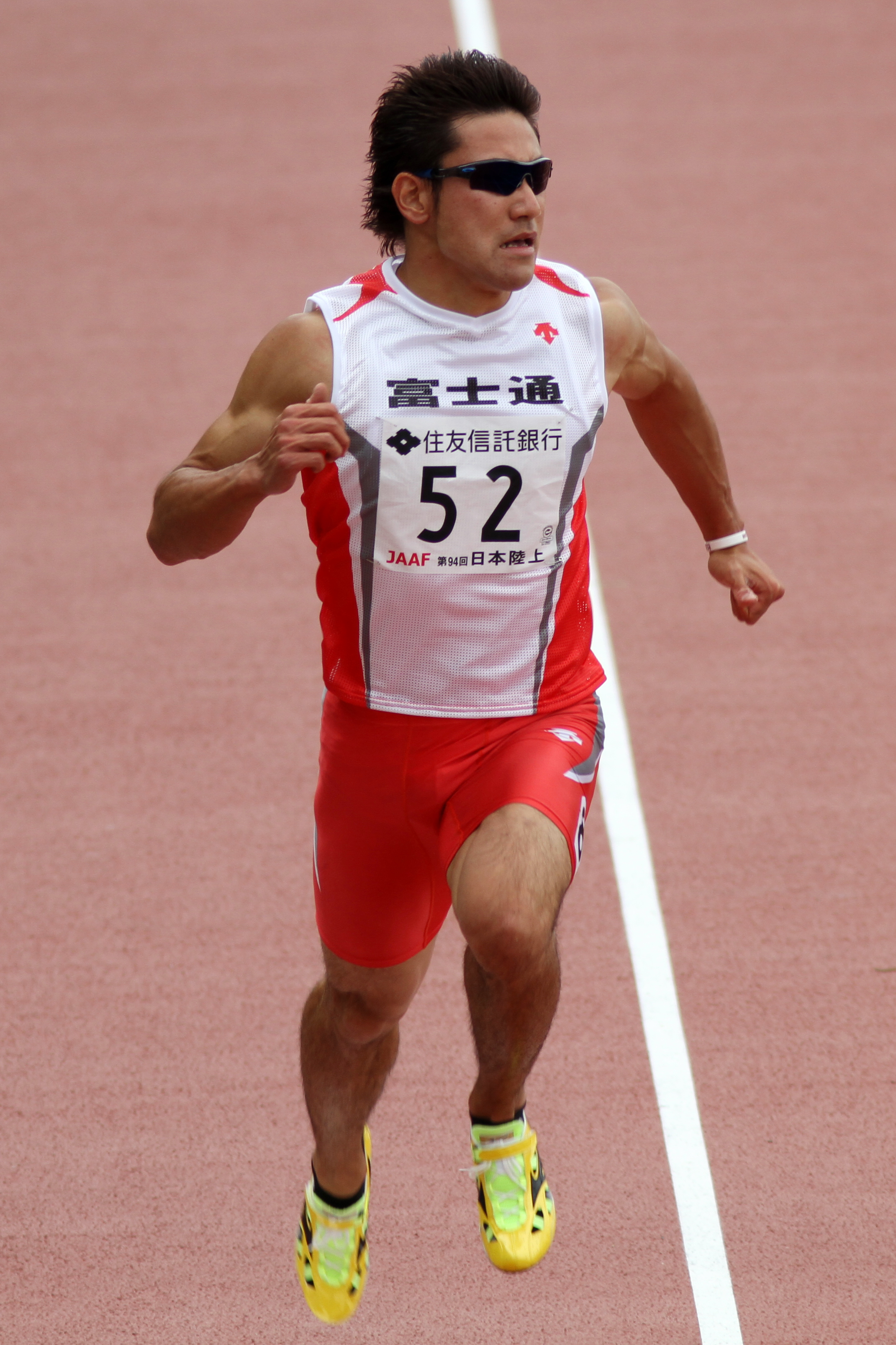
Naoki Tsukahara – Rang sieben
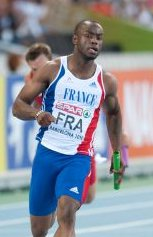
Martial Mbandjock – Rang acht

## Finale
16. August 2008, 22:30 Uhr
Wind: ±0,0 m/s
| Platz | Name             | Nation                   | Zeit    | Anmerkung |
| ----- | ---------------- | ------------------------ | ------- | --------- |
| 1     | Usain Bolt       | Jamaika                  | 09,69 s | WR        |
| 2     | Richard Thompson | Trinidad und Tobago      | 09,89 s | PB        |
| 3     | Walter Dix       | USA                      | 09,91 s | PB        |
| 4     | Churandy Martina | Niederländische Antillen | 09,93 s | NR        |
| 5     | Asafa Powell     | Jamaika                  | 09,95 s |           |
| 6     | Michael Frater   | Jamaika                  | 09,97 s | PB        |
| 7     | Marc Burns       | Trinidad und Tobago      | 10,01 s |           |
| 8     | Darvis Patton    | USA                      | 10,03 s |           |

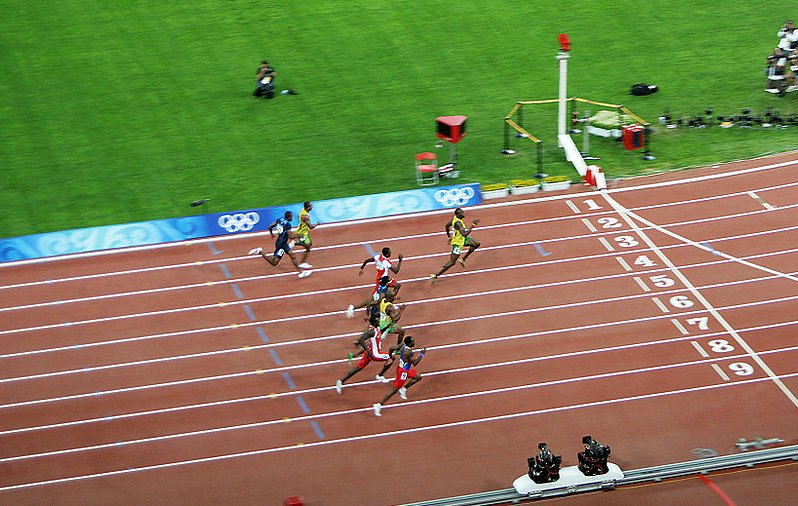
Zieleinlauf des Finales

Als klarer Favorit ging der Jamaikaner Usain Bolt in dieses Finale. Ende Mai hatte er einen neuen Weltrekord aufgestellt. In den Vorläufen und vor allem seinem Halbfinale hatte er seine Gegner mit aufreizender Lässigkeit in einer Weise dominiert, wie das zuvor kaum irgendwo der Fall gewesen war. Der größte Konkurrent war sein Landsmann Asafa Powell, Sieger des zweiten Halbfinales, der jedoch bei großen Meisterschaften immer wieder Probleme mit seinen Nerven hatte. Bei den Weltmeisterschaften 2007 hatte er sich als eindeutiger Favorit am Ende mit Bronze zufriedengeben müssen. Von den US-Amerikanern hatten Walter Dix und Darvis Patton den Endlauf erreicht, während Weltmeister Tyson Gay im Halbfinale ausgeschieden war.
Im Finale standen sich drei Jamaikaner, zwei US-Amerikaner, zwei Läufer aus Trinidad und Tobago und ein Sprinter von den Niederländischen Antillen gegenüber, das heißt ausschließlich Athleten vom amerikanischen Kontinent bzw. von den karibischen Inseln waren in diesem Endlauf vertreten.
Während auf den ersten ca. vierzig Metern das Feld noch ziemlich gleichauf lag, explodierte auf der zweiten Streckenhälfte der Favorit Bolt förmlich und breitete seine Arme bereits weit vor Erreichen der Ziellinie vor Freude aus. Usain Bolt siegte in der schon vorher demonstrierten überheblich wirkenden Lässigkeit mit einer noch nicht gekannten Überlegenheit eines 100-Meter-Läufers. Er verschenkte dadurch eine noch deutlich schnellere Zeit, stellte aber dennoch mit 9,69 Sekunden einen neuen Weltrekord auf. Hinter ihm kämpften die fast zu Statisten degradierten Konkurrenten um die verbleibenden Medaillen. Überraschend gewann Richard Thompson aus Trinidad und Tobago Silber, Walter Dix wurde Dritter vor Churandy Martina von den Niederländischen Antillen. Asafa Powell konnte als Fünfter ein weiteres Mal sein großes Potential im entscheidenden Moment nicht abrufen. Er war sogar etwas langsamer als bei seinem Sieg im Halbfinale. Sein Landsmann Michael Frater blieb als Sechster noch unter zehn Sekunden. Erstmals unterboten sechs der acht Finalisten die 10-Sekunden-Marke.
Für Bolts aufreizendes Verhalten gab es durchaus auch Kritik, unter anderem von Kriss Akabusi, einem ehemaligen 400-Meter-Läufer der Weltklasse aus Großbritannien, der Bolt vorwarf, dass dessen Aktion eine noch schnellere Rekordzeit verhindert habe. IOC-Präsident Jacques Rogge sah in Bolts Haltung einen Mangel an Respekt für dessen Mitstreiter.
Usain Bolt errang den ersten Olympiasieg eines Jamaikaners über 100 Meter.
Im Laufe des Wettbewerbs konnte Churandy Martina den Landesrekord der Niederländischen Antillen gleich zweimal verbessern.

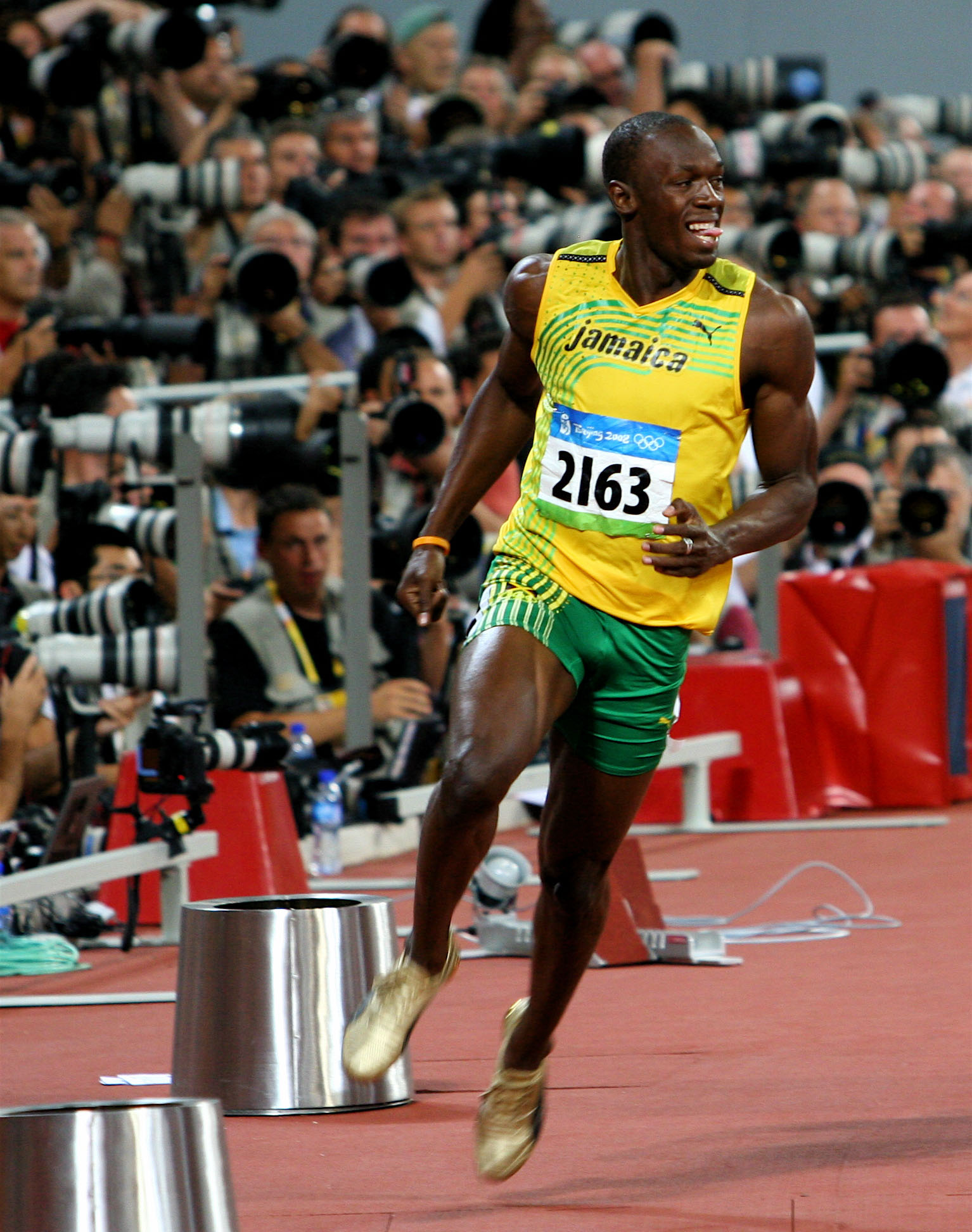
Der überlegene Olympiasieger Usain Bolt
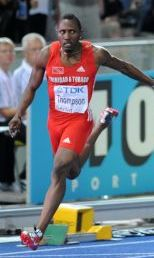
Silbermedaillengewinner Richard Thompson
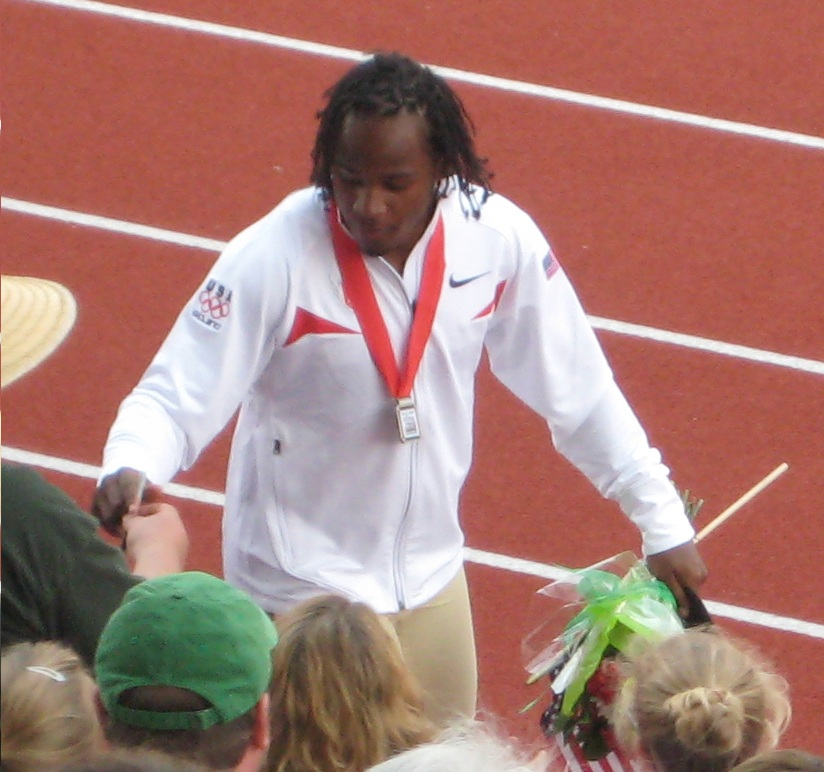
Bronzemedaillengewinner Walter Dix
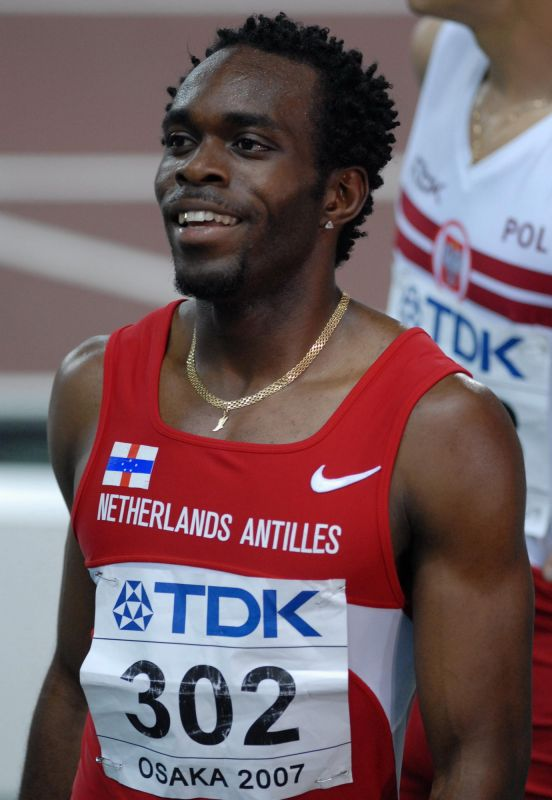
Churandy Martina wurde Olympiavierter
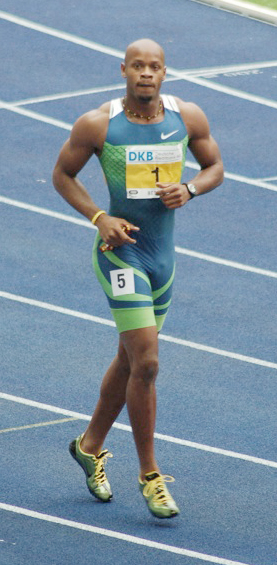
Asafa Powell erreichte Platz fünf
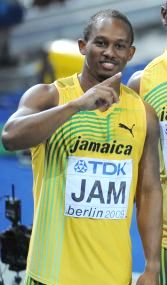
Michael Frater belegte Rang sechs
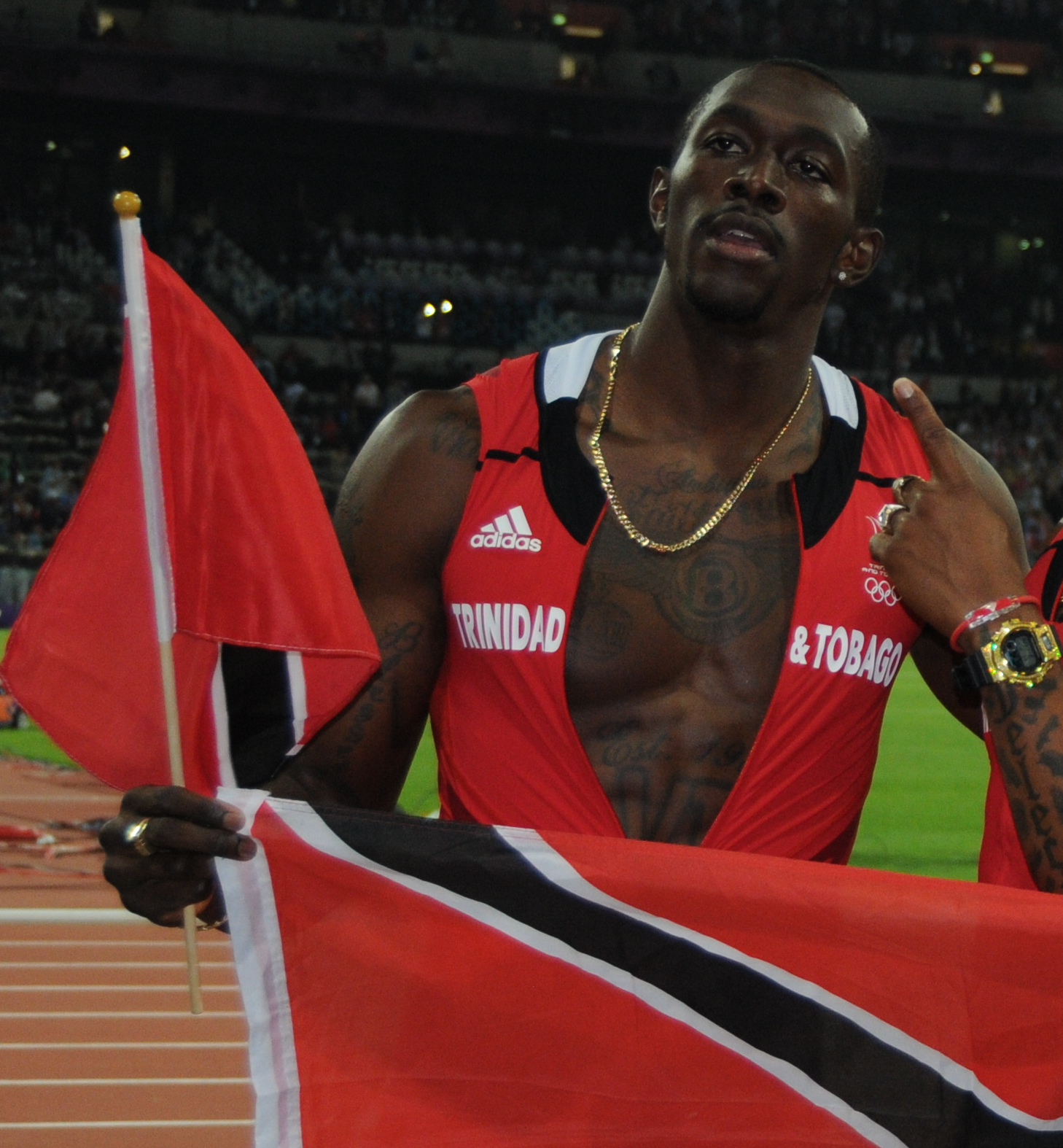
Der siebtplatzierte Marc Burns
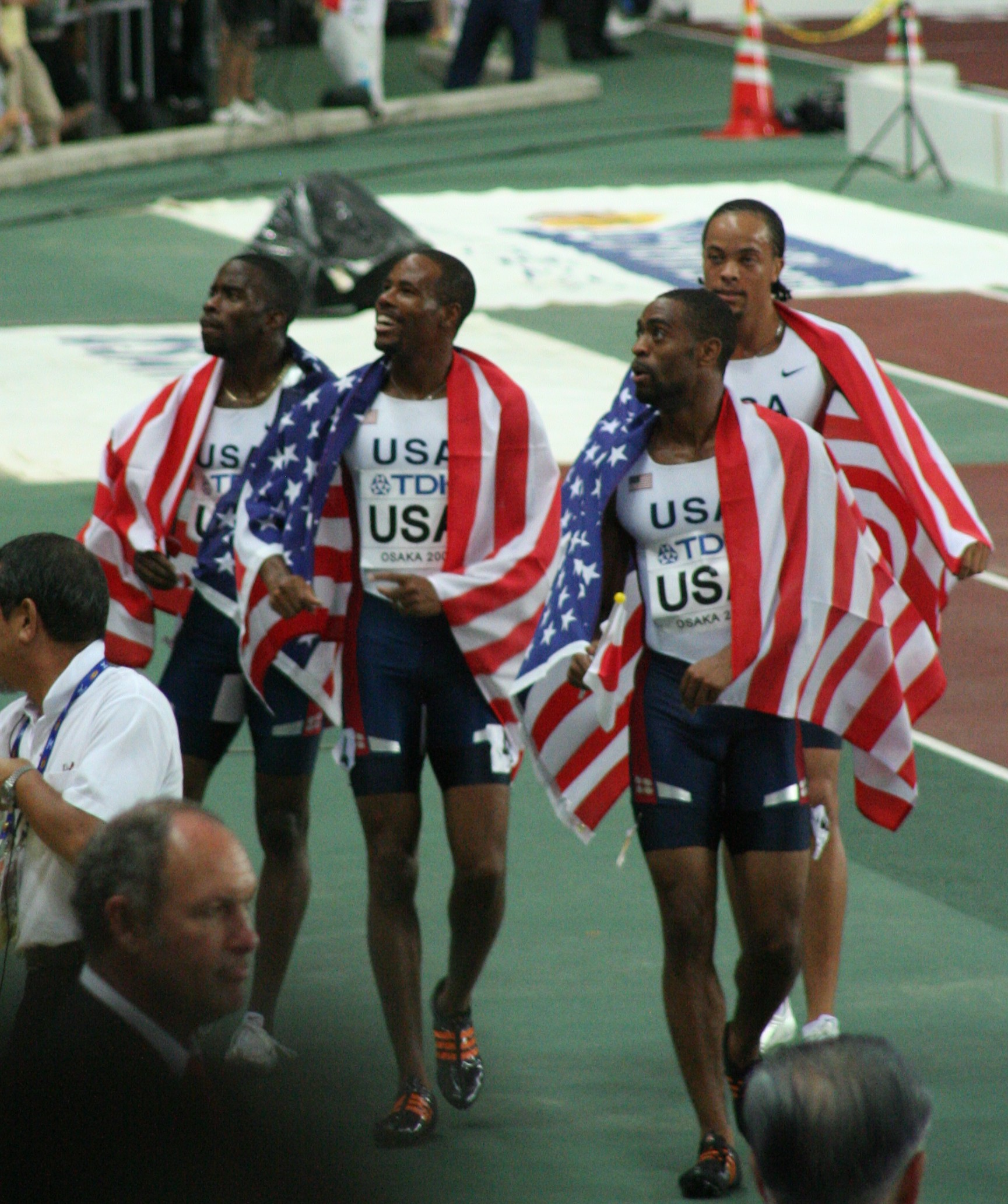
Rang acht für Darvis Patton (Zweiter von links)

## Videolinks
- Usain Bolt Wins 100 m/200m Gold – Beijing 2008 Olympics, youtube.com, abgerufen am 3. März 2022
- Usain Bolt Breaks 100 m World Record In 9.69 Seconds – Beijing 2008 Olympics, youtube.com, abgerufen am 28. Mai 2018